# Lamaçães
Lamaçães is een plaats (freguesia) in de Portugese gemeente Braga en telt 1 364 inwoners (2001).